# Plainfield (Massachusetts)
Plainfield es un pueblo ubicado en el condado de Hampshire en el estado estadounidense de Massachusetts. En el Censo de 2010 tenía una población de 648 habitantes y una densidad poblacional de 11,73 personas por km².

## Geografía
Plainfield se encuentra ubicado en las coordenadas 42°30′59″N 72°55′21″O / 42.51639, -72.92250. Según la Oficina del Censo de los Estados Unidos, Plainfield tiene una superficie total de 55.24 km², de la cual 54.65 km² corresponden a tierra firme y (1.07%) 0.59 km² es agua.

## Demografía
Según el censo de 2010, había 648 personas residiendo en Plainfield. La densidad de población era de 11,73 hab./km². De los 648 habitantes, Plainfield estaba compuesto por el 96.3% blancos, el 2.16% eran afroamericanos, el 0.15% eran amerindios, el 0.62% eran asiáticos, el 0% eran isleños del Pacífico, el 0.31% eran de otras razas y el 0.46% pertenecían a dos o más razas. Del total de la población el 1.39% eran hispanos o latinos de cualquier raza.